# Новоолександрівський ваговоз
Новоолександрівська ваговозна — порода свійських коней виведена у середині 20 століття на території сучасної України.

## Характеристики породи

### Проміри
Представники породи правильного екстер'єру, не великі, але масивні, гармонійної тілобудови, сухої конституції. Середня маса досягає 560 кг у кобил та 590 кг у жеребців. Основні проміри жеребців (см) – 152 – 191 - 21, для кобил: 150 - 191 - 20.

### Масть
Масть в основному руда, особливо розвинута палітра відтінків - руда з освітленим захисним волоссям, ігренева, бура, темно-руда. Рідше трапляються також гніді, вороні, чалі (найпоширеніші рудо-чалі) представники.

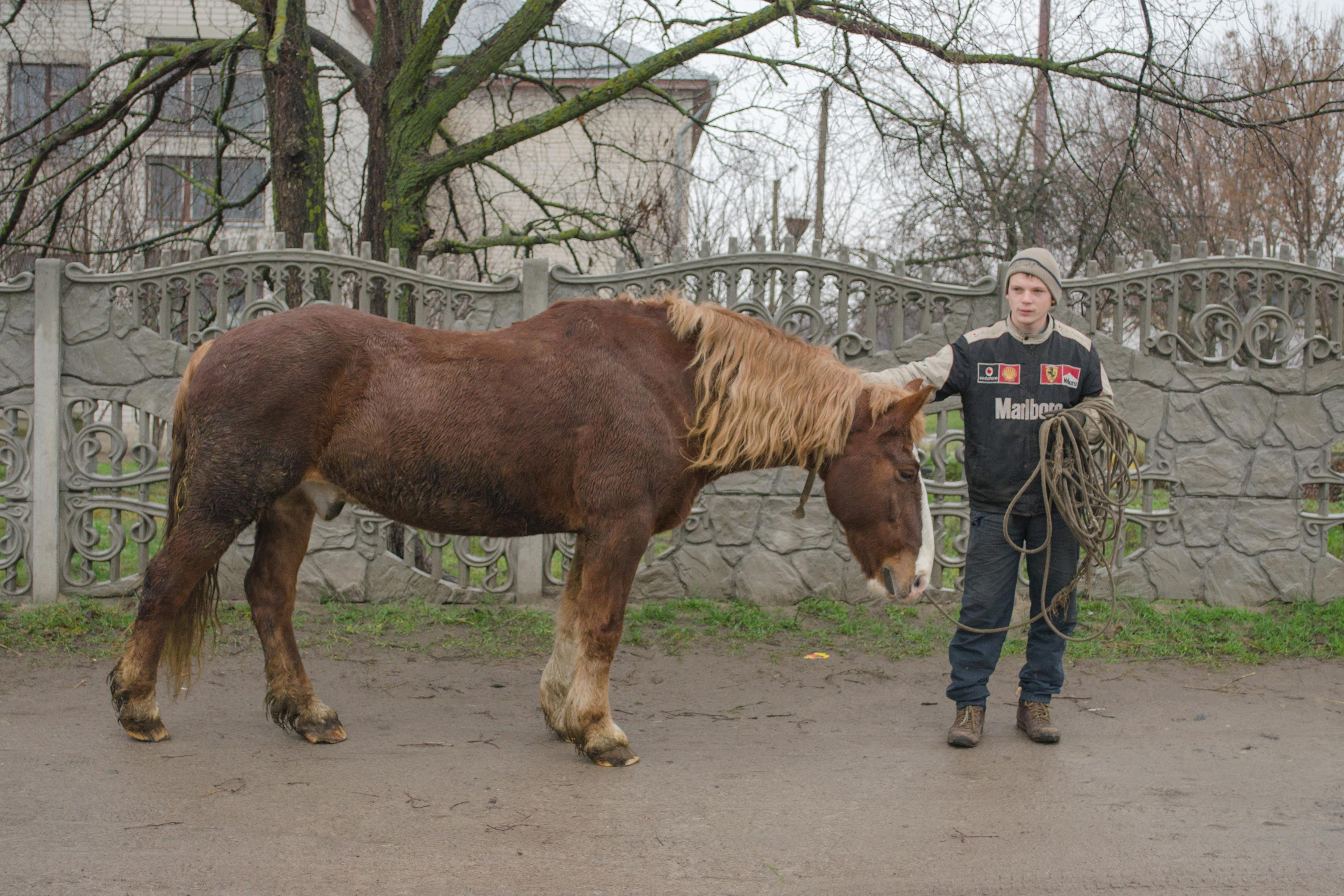
Новоолександрівський ваговоз в Чернігівській обл.

### Особливості
Максимальне тяглове зусилля 669 кг. Від кобил за лактацію отримують до 2500-3000 кг молока, від 100 кобил - до 85-90 лошат. Тварини вибагливі до корму, використовуються в сільськогосподарських роботах і для поліпшення масового і продуктивного конярства.
Новоолександрівські ваговози, як і більшість ваговозів, спокійні та флегматичні коні. Проте яскравою особливістю цієї породи є енергійність та разом з тим урівноважений темперамент, гарно адаптований до співпраці з людиною.

## Історія
Роботи щодо виведення ваговозної породи коней в Україні почались 1868 року, коли в Полтавську область було завезено ваговозів із Західної Європи, переважно із Бельгії (див. Бельгійський робочий кінь). Для виведення нової породи схрещували місцевих кобил (частково поліпшених різними іншими породами) з гірськими бельгійськими арденами, меншою мірою з брабансонами і першеронами.

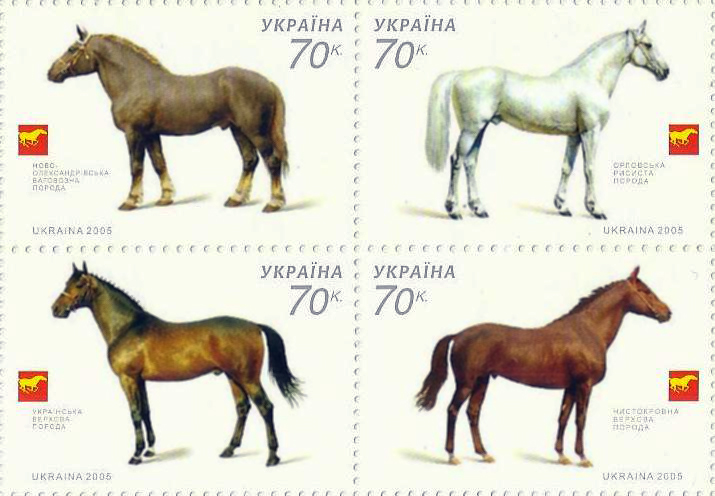
«Коні України», поштові марки України (2005)

Новоалександрівський кінний завод вирощував коней ще до революції 1917 року. В 1923 році завод змінив спеціалізацію на російську арденську породу (що пізніше отримала назву «російський ваговоз») та став одним з найбільших виробників ваговозів. Почали роботу із 27 кобил та 3-х жеребців, які отримали з Дубровського конезаводу. Вони були найдрібніші, але найбільш однотипові, пропорційної тілобудови. У 1929 році з Маріупольської сільськогосподарської ферми завозяться 15 кобил та 2 жеребця. Ці ардени були значно крупніші та більш високоногі. Поступово порода поліпшувалась завдяки спільній роботі заводів та вчених і під керівництвом М. С. Кемарської у 60-ті роки 20 століття було виведено Новоолександрівську ваговозну породу, яка відрізнялась високою роботоздатністю та витривалістю, має середній зріст коней, суху надійну конституцією тіла та високі якості для пристосування.
Офіційно порода новоолександрівський (український) ваговоз визнана 31 грудня 1970 p. (згідно з наказом № 437 Міністерства сільського господарства СРСР). З тих пір племінна робота ведеться в основному з трьома лініями жеребців: Градуса, Кокетливого та Тантала.
Перелік жеребців-плідників новоолександрівської ваговозної породи, допущених до племінного використання за результатами визначення племінної цінності на 2020-2024 роки:
- Бонапарт 6, руд., 2011 (55 Павіан - Бетта);
- Дакар, руд., 2014 (49 Капітал - Дора);
- 55 Павіан, т.-руд., 2002 (5 Вальс 3 - 149 Павліна 03);
- Тегеран, т.-руд., 2016 (Тамерлан - Рєзьба);
- Тернопіль, руд., 2016 (Тамерлан - Руслана);
- Фокус, руд.-чал., 2010 (58 Сахалін - 430 Фібра).

### Державна політика

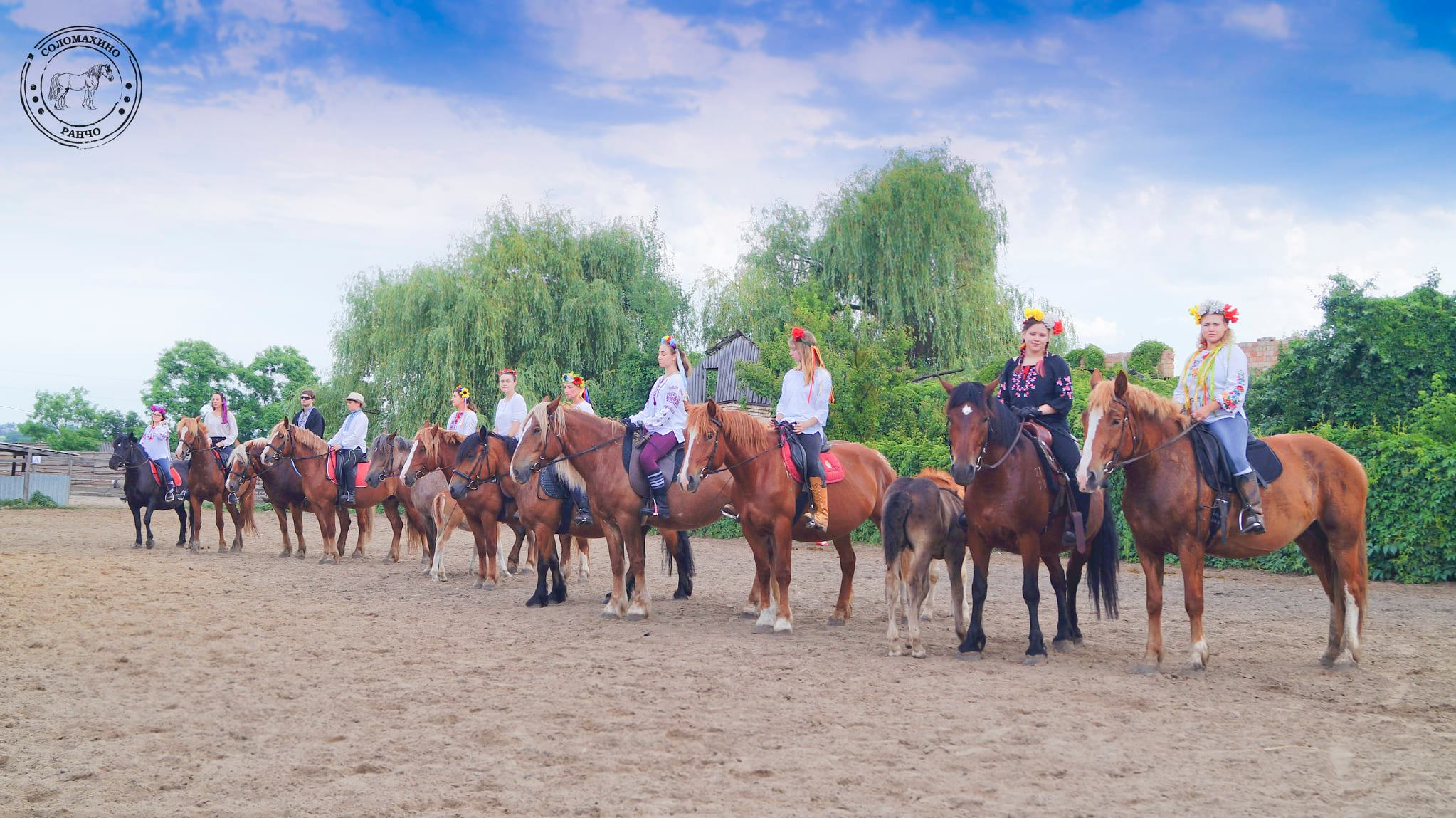
Українські вершники на конях новоолександрівської ваговозної породи святкують День Ранчо

На сьогодні в Україні конярство в основному складається з новоолександрівської ваговозної породи, української верхової та гуцульської, які всі разом є національним надбанням та «золотим фондом» українського конезаводства.
Більше двадцяти представників породи стали чемпіонами та рекордистами серед ваговозів, надалі використовуються конярами в племінній роботі, господарстві, упряжі, випробуваннях, шоу та любительській верховій їзді, незважаючи на занепад українського конярства, що і досі потребує допомоги.